# Absorbenter

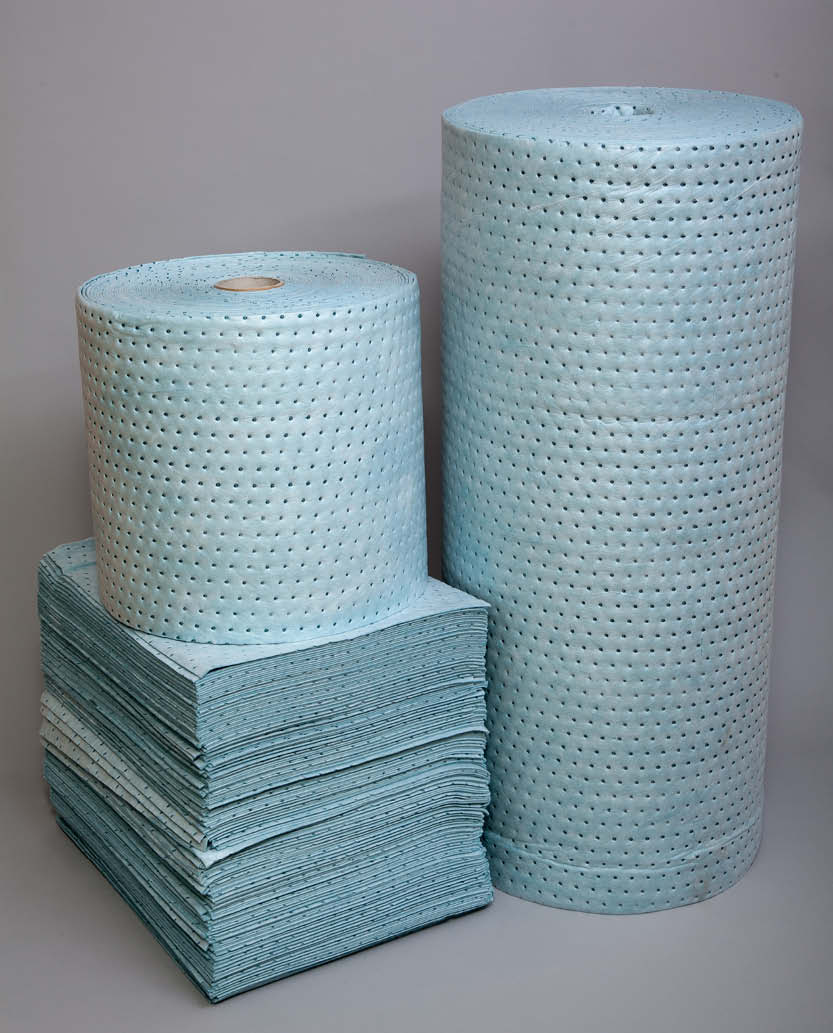
Absorbentrullar och -ark ämnade för oljespill.

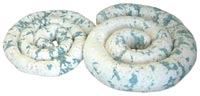
Länsor för uppsugning av olja i vattendrag.

Absorbenter är en sorts spillredskap för uppsugning av utspilld olja och/eller andra kemikalier. Den korrekta benämningen är egentligen sorbenter, då en del material absorberar, andra adsorberar och en del gör både och. Sorbenter tillverkade av exempelvis polypropen suger åt sig flera gånger sin egen vikt genom en adsorption där vätskan istället på molekylär nivå transporteras på absorbentens fibrer (istället för i dem). Det är alltså skillnad på adsorption och absorption, men det senare begreppet har kommit att befästas i vardagligt tal.[källa behövs]

## Format
Sorbenterna tillverkas i form av ark, rullar ormar och kuddar. Produkterna läggs ut i förebyggande syfte runt maskinfundament i industrin, eller i samband med underhållsarbete, då risken är stor för olje- eller kemikaliespill. Ett exempel på ormar är länsor, en större orm som absorberar olja men inte vatten. Länsan placeras i vattendrag vid oljespill, flyter på ytan och suger åt sig oljan. När länsan är mättad, lyfter man den ur vattnet och oljan följer således med. På så vis kan man lyfta utspilld olja ur vattendrag. När absorbenterna är förbrukade, skickas de för destruering.

## Sorter
- Oljesorbenter - Absorbenter dedikerade för enbart petroleumbaserade spill.
- Universala sorbenter - Ämnade för alla typer av vätskor.
- Kemikaliesorbenter - För starka kemikalier, såsom syror och lut.